# Francesco Argentino
Francesco Argentino (Venecia, c. 1450 - Roma, 23 de agosto de 1511) fue un eclesiástico italiano, obispo de Concordia y cardenal.

## Biografía
Hijo de un alemán de origen humilde oriundo de Estrasburgo (de donde después tomaría el apellido) y de una mujer veneciana, se educó bajo la protección de Giovanni Mocenigo, que apreciando sus talentos le envió a estudiar leyes a la Universidad de Padua. De regreso en Venecia ejerció como abogado, recibiendo algunos beneficios eclesiásticos del cardenal Giovanni de Médici, que en aquellas fechas se encontraba exiliado en la ciudad.
Trasladado a Roma, fue familiar de Giuliano della Rovere, quien tras su ascenso al papado le nombró obispo de Concordia y datario en 1507, y cardenal en el consistorio celebrado el 10 de marzo de 1511, recibiendo esa misma semana el capelo y el título de San Clemente. 
Muerto en Roma cinco meses después de su creación, fue sepultado en Santa María en Trastevere, desde donde posteriormente su cuerpo fue trasladado a la catedral de Concordia.